# 30455 Joelcastro
30455 Joelcastro este o planetă minoră (asteroid), cu un diametru de 7,172 km, din centura de asteroizi. A fost descoperită pe 4 iulie 2000 la Stația Anderson Mesa de Lowell Observatory Near-Earth-Object Search. 
Obiectul prezintă o orbită caracterizată de o semiaxă mare de 3,0836275 UAi, o excentricitate de 0,01, o înclinație de 10,37056 ° în raport cu ecliptica.